# Mylohyus nasutus
Mylohyus nasutus — вимерлий вид ссавців родини таясових (Tayassuidae). Це один із двох видів пекарі, які існували на Середньому Заході США під час останнього льодовикового періоду.

## Опис
Довгоносий пекарі мав висоту приблизно 0.75 м і вагу 67 кг. Він мав подовжену лицьову область і довгі стрункі ноги.

## Поширення й екологія
Під час останнього льодовика довгоносі пекарі були поширені по всій східній частині Північної Америки з концентраціями в Аппалачах і Флориді. Більшість скам’янілостей, що містять цей вид, знаходяться на півдні та південному сході США, від західного Техасу до Флориди та на північ до Пенсільванії.
На відміну від плоскоголового пекарі (Platygonus compressus), довгоносий пекарі, ймовірно, був одиночною твариною і не відвідував печери.